# Jitterbug
Jitterbug es un término que acoge todas las modalidades del baile del swing muy popular en las décadas de 1930 y 1940, bailado con gran energía y acrobacias al ritmo de las Big bands.
El Lindy Hop y el Shag son variaciones acogidas dentro de este término. Jitterbug literalmente significa "bicho nervioso", refiriéndose realmente a "bailarín de Swing". Jitterbug también se usa como sinónimo del "East Coast Swing" para pasos de six-count derivados del Lindy Hop. Este término lo acuñó Cab Calloway al ver a los bailarines moverse rápidamente.
El grupo Wham! dio un nuevo golpe de popularidad al término con su hit #1 de 1984, "Wake Me Up Before You Go Go".

## Comienzos

Balando jitterbug en un local de música juke joint, 1939.

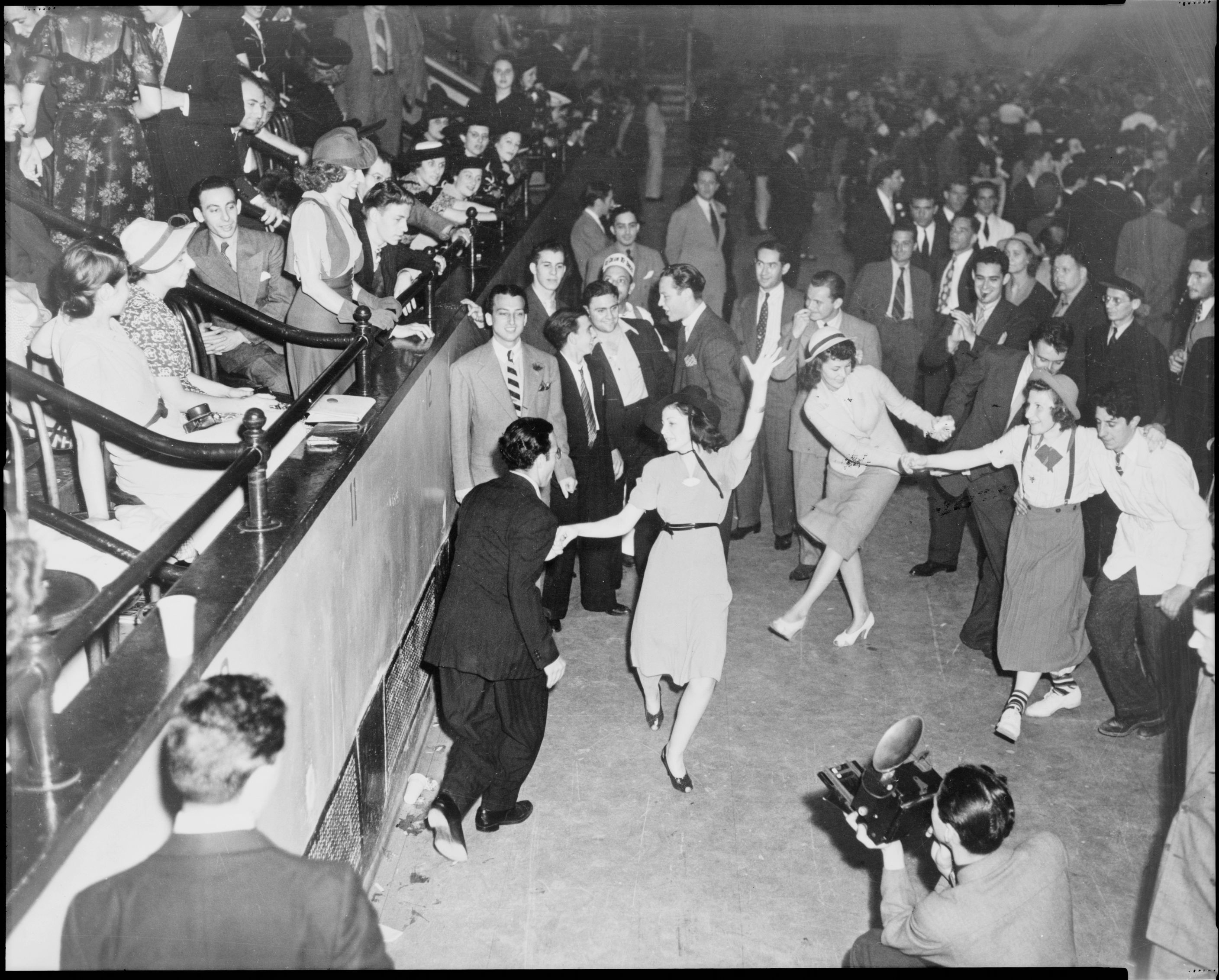
Bailarines de Jitterbug en 1938.

El jitterbugging se desarrolló a partir de bailes realizados por afroamericanos en los juke joints y salones de baile. El shag de Carolina y los bailes individuales de Lindy Hop formaron la base del jitterbug, que dio paso al doble Lindy Hop cuando el rock and roll se hizo popular.
Los bailarines blancos recogieron el enérgico jitterbug de los bailarines en los lugares negros. Los lugares en el distrito Hill de Pittsburgh eran lugares populares para que los blancos aprendieran el jitterbug. El Savoy Ballroom, un salón de baile en Harlem, era un famoso lugar intercultural, frecuentado tanto por lugareños negros como por turistas blancos. Norma Miller, una ex bailarina de Lindy Hop que actuaba regularmente en el Savoy, señaló que los bailes que se realizaban allí estaban coreografiados con anticipación, lo que no siempre fue entendido por los turistas, quienes a veces creían que los artistas solo estaban bailando socialmente.
Un número musical llamado "The Jitterbug" fue escrito para la película de 1939 El mago de Oz. El "jitterbug" fue una tarea enviada por la Malvada Bruja del Oeste para acechar a los héroes obligándolos a hacer un baile al estilo jitterbug. Aunque la secuencia no se incluyó en la versión final de la película, más tarde se oye a la Bruja decirle al líder de los monos voladores: "He enviado una pequeña distracción por delante para quitarles el ánimo de pelea". La canción cantada por Judy Garland en el papel de Dorothy y algunos de los diálogos establecidos sobrevivieron en la banda sonora como la cara B del lanzamiento en disco de "Over the Rainbow".

## Popularidad

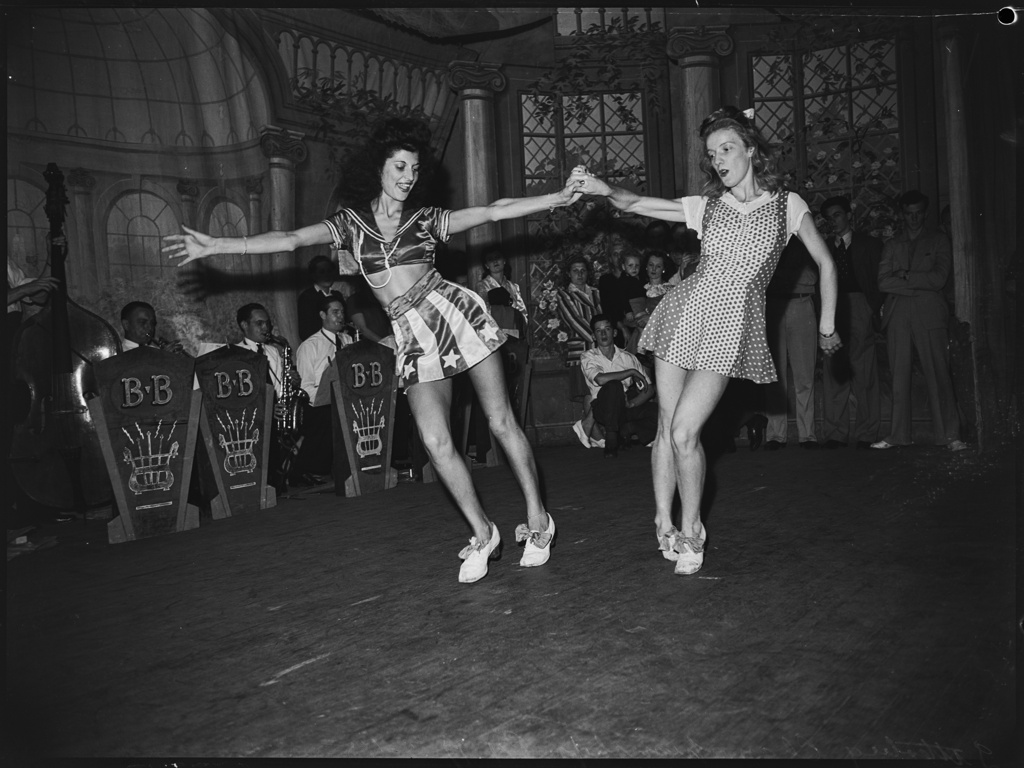
Concurso de baile Jitterbug, Trocadero, Sídney, 1948

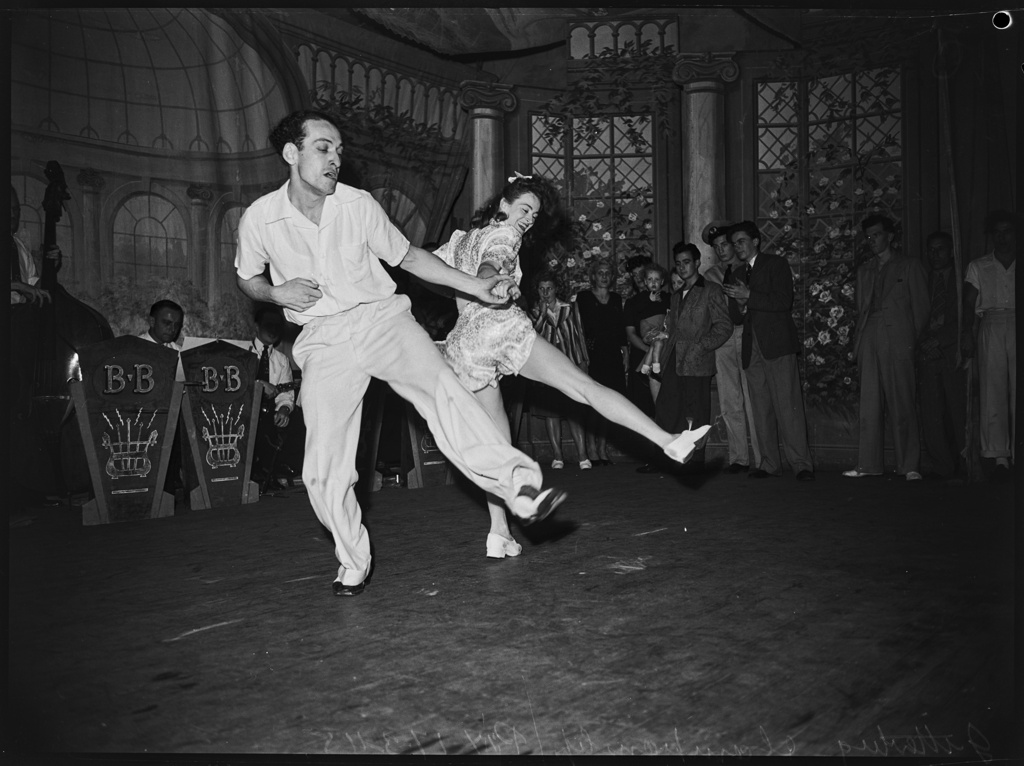
Bailarines de jitterbug, Trocadero, Sídney, 1948.

En 1944, con la participación continua de los Estados Unidos en la Segunda Guerra Mundial, se estableció un impuesto especial federal del 30% a los clubes nocturnos que ofrecían baile. Aunque el impuesto se redujo más tarde al 20%, se colocaron carteles de "No se permite bailar" en todo el país. Se ha argumentado que este impuesto tuvo un papel importante en el declive del baile público como actividad recreativa en los Estados Unidos.
La Segunda Guerra Mundial facilitó la propagación del jitterbug a través de los océanos Pacífico y Atlántico. Al otro lado del Atlántico, en preparación para el Día D, había casi 2 millones de tropas estadounidenses estacionadas en toda Gran Bretaña en mayo de 1944. Bailar no era un pasatiempo popular en Gran Bretaña antes de la guerra y muchos salones de baile habían cerrado por falta de actividad. A raíz de la llegada de las tropas estadounidenses, muchos de estos reabrieron, instalando jukeboxes en lugar de contratar bandas en vivo. Las mujeres de la clase trabajadora que nunca antes habían bailado recreativamente constituían una gran parte de los asistentes, junto con soldados y marineros estadounidenses. Los nativos de la Samoa británica en enero de 1944 practicaban una  "versión local" de jitterbug.  Para noviembre de 1945, luego de que las tropas norteamericanas partieran después del Día-D, se les advertía a las parejas inglesas que no continuaran realizando ese "baile norteamericano bruto y energético," ya que era desaprobado por las clases altas de Inglaterra. La revista Time informó que las tropas eatadounidenses estacionadas en Francia en 1945 bailaban jitterbug, y para 1946, jitterbug se había convertido en una moda en Inglaterra. Y ya para esa época en Australia era una danza de competición.
Un artículo de United Press fechado en Hollywood el 9 de junio de 1945 decía que la bailarina Florida Edwards recibió una sentencia de $7,870 del tribunal de apelaciones de distrito por las lesiones que sufrió mientras bailaba jitterbug en la Cantina de Hollywood el año anterior. 
El baile jitterbug también se realizaba al comienzo de la época del rock and roll. El músico experto en rockandrol Janis Martin equiparó el jitterbug con el baile de rock and roll en su canción de abril de 1956 "Drugstore Rock 'n' Roll".
En 1957, el show televisivo American Bandstand de Filadelfia fue seleccionado por la American Broadcasting Company y exhibido por todos Estados Unidos. American Bandstand presentaba canciones populares de esa época, actuaciones en vivo de músicos y bandas y personas bailando en el estudio. En esa época, el baile rápido más popular era el jitterbug, el cual fue descrito como "un resabio frenético de los días de los salones de baile del swing que era apenas menos acrobático que el Lindy".
El músico de blues Muddy Waters realizó un jitterbug durante su presentación en el Newport Jazz Festival de 1960, consiguiendo una gran respuesta de la audiencia. Su presentación fue grabada y comercializada en el disco At Newport 1960. En un artículo de 1962 en el Memphis Commercial Appeal, el bajista Bill Black, que había tocado con Elvis Presley desde 1954 hasta 1957, identificó al "jitterbug" junto con el twist y el cha-cha como "los únicos bailes que se pueden tocar".